# Festuca kemerovensis
Festuca kemerovensis är en gräsart som beskrevs av Chus. Festuca kemerovensis ingår i släktet svinglar, och familjen gräs. Inga underarter finns listade i Catalogue of Life.